# Mazerolles, Charente-Maritime
Mazerolles là một xã trong tỉnh Charente-Maritime trong vùng Nouvelle-Aquitaine tây nam nước Pháp. Xã này nằm ở khu vực có độ cao từ 24-47 mét trên mực nước biển.